# Puciawodnaja Zwiazda
Puciawodnaja Zwiazda (biał. Пуцяводная Звязда; ros. Путеводная Звезда, Putiewodnaja Zwiezda) – osiedle na Białorusi, w obwodzie homelskim, w rejonie homelskim, w sielsowiecie Szarpiłauka.